# رولاند ميكلر
رولاند ميكلر (بالمجرية: Mikler Roland) مواليد 20 سبتمبر 1984 في المجر، هو لاعب كرة يد مجري يلعب كحارس مرمى. يلعب حاليا مع نادي فيسبرم لكرة اليد ويحمل الرقم 16. مثل منتخب المجر لكرة اليد. شارك في دورة الألعاب الأولمبية الصيفية سنة 2012.

## سجل المنافسة
شارك في البطولات التالية:
- بطولة العالم لكرة اليد للرجال 2011
- بطولة العالم لكرة اليد للرجال 2013
- بطولة أوروبا لكرة اليد للرجال 2006
- بطولة أوروبا لكرة اليد للرجال 2012
- بطولة أوروبا لكرة اليد للرجال 2014
- بطولة أوروبا لكرة اليد للرجال 2016
- الألعاب الأولمبية الصيفية 2012

## الإنجازات
- الدوري المجري لكرة اليد:
  - الميدالية الذهبية: 2015
  - الميدالية الفضية: 2011، 2012، 2013، 2014
  - الميدالية البرونزية: 2002، 2003، 2004، 2005، 2006، 2007، 2008، 2009
- دوري أبطال أوروبا لكرة اليد:
  - النهائي: 2015، 2016
- كأس أبطال الكؤوس الأوروبية لكرة اليد:
  - نصف النهائي: 2002
- كأس أوروبا لكرة اليد:
  - الفوز: 2014
  - نصف النهائي: 2003
- بطولة العالم لكرة اليد للرجال ناشئين:
  - الميدالية البرونزية: 2005

## روابط خارجية
- رولاند ميكلر على موقع الاتحاد الأوروبي لكرة اليد (الإنجليزية)
- رولاند ميكلر على موقع أوليمبيديا (الإنجليزية)